# پالایش گروهی

این تصویر نمونه‌ای از پیش‌بینی رده‌بندی کاربر با استفاده از پالایش گروهی (Collaborative filtering) را نشان می‌دهد. در ابتدا، افراد آیتم‌های متفاوت (مانند ویدئو، تصاویر و بازی‌ها) را ثبت می‌کنند. بعد از آن، سیستم یک مورد را که کاربر هنوز امتیاز نگرفته‌است، را بررسی می‌کند. این پیش‌بینی‌ها براساس رتبه‌بندی موجود کاربران دیگر که رتبه‌های مشابهی با کاربر مورد نظر دارند ساخته شده‌است. به عنوان مثال، در مورد ما این سیستم یک پیش‌بینی را ایجاد کرده‌است که کاربر مورد نظر آن را دوست نخواهد داشت.

پالایش گروهی روشی است که توسط سیستم‌های توصیه‌گر استفاده می‌شود. پالایش گروهی در دو معنا کاربرد دارد: معنای عام و خاص. در معنای عام، پالایش اطلاعات یا الگوهای موجود در داده توسط همکاری چند عامل، صورت از داده یا چند داده مختلف و غیره را پالایش گروهی می‌نامند.
انگیزه پیدایش پالایش گروهی، بر اساس این ایده است که معمولاً مردم بهترین پیشنهادها را از کسانی دریافت می‌کنند که مشابه سلیقه خودشان باشند. پالایش گروهی به کاوش روش‌هایی می‌پردازد که افراد باعلاقه‌های یکسان را باهم تطابق می‌دهند و بر این اساس به ارائه توصیه می‌پردازد
. این روش با استفاده از نظرات دیگر کاربران که علاقه‌مندی‌های خود را به اشتراک گذاشته‌اند، به مردم کمک می‌کند تا انتخاب‌های خود را انجام دهند. این بدین معنا است که مدل‌های مبتنی بر پالایش گروهی، در حقیقت از قدرت نظرات کاربران بر اقلام برای ایجاد توصیه استفاده می‌کنند. اصلی‌ترین چالش موجود در سیستم‌های پالایش گروهی مسئله خلوت بودن ماتریس نظرات کاربران است
.
در معنای خاص، پالایش گروهی تعیین علایق کاربر است با جمع‌آوری و تحلیل علایق دیگر کاربران. فرض اساسی این روش بر این است که اگر کاربر A دارای سلیقهٔ مشابهی با کاربر B باشد، در یک موضوع مشترک x، در مقایسه با یک کاربر تصادفی، دارای عقیده مشابهی با B خواهد بود. به عنوان مثال، با استفاده از این روش می‌توان برنامه‌های تلویزیونی مورد علاقه یک فرد را پیش‌بینی کرد، در حالی که فقط فهرست ناقصی از علاقه‌مندی‌های کاربران دیگر داده‌شده‌است.